# Rhitis inermis
Rhitis inermis är en rundmaskart som beskrevs av Andrassy 1982. Rhitis inermis ingår i släktet Rhitis och familjen Rhabditidae. Inga underarter finns listade i Catalogue of Life.